# Avia BH-23
De Avia BH-23 is een Tsjechoslowaakse dubbeldekker nachtjager gebouwd door Avia. De BH-23 is ontworpen door Pavel Beneš en Miroslav Hajn. De BH-23 is gebaseerd op de BH-21 en de BH-22 en kreeg in eerste instantie de registratie BH-22n toegewezen. Verder zijn zoeklichten en andere apparatuur voor nachtvliegen aangebracht. De eerste vlucht vond plaats in 1926. Slecht twee prototypes zijn er gebouwd, maar de Tsjechoslowaakse luchtmacht toonde geen interesse in dit project.

## Specificaties
- Bemanning: 1, de piloot
- Lengte: 6,87 m
- Spanwijdte: 8,90 m
- Hoogte: 2,74 m
- Vleugeloppervlak: 22,0 m2
- Leeggewicht: 705 kg
- Volgewicht: 879 kg
- Motor: 1× door Škoda in licentie gebouwde Hispano-Suiza 8 Aa, 134 kW (180 pk)
- Maximumsnelheid: 210 km/h